# Håkon Bleken
Håkon Ingvald Bleken, né le 9 janvier 1929 à Trondheim et mort le 21 janvier 2025 dans la même ville, est un peintre et illustrateur norvégien.

## Biographie
Håkon Bleken naît le 9 janvier 1929.
Il étudie à l'école des beaux-arts de Trondheim en 1948 et 1949 ; il complète ses études à l'Académie nationale des beaux-arts d'Oslo entre 1949 et 1952 (il suit également des cours en 1950 à l'école des arts et métiers) et à l'École nationale de design et d'arts manuels en 1953-1954.
Il travaille avec différentes techniques telles que la peinture, le dessin au fusain, le collage, le vitrail, le graphisme et l'illustration de livres. Son œuvre va des peintures abstraites basées sur des modèles cubistes aux aquarelles et dessins au fusain aux accents surréalistes, en passant par des combinaisons de collages photographiques et de peintures à l'huile.
Håkon Bleken meurt le 21 janvier 2025 dans sa ville natale.